# متحف أمريكا للتراث الإسلامي
متحف أمريكا للتراث الإسلامي (بالإنجليزية: America's Islamic Heritage Museum)‏ هو المشروع الرئيسي لشركة مجموعات وقصص المسلمين الأمريكيين، وهي منظمة غير ربحية مقرها واشنطن، مكرسة للحفاظ على فرص المشاركة المجتمعية التعليمية وتعزيزها التي توفر الوصول إلى وفهم تاريخ الأمريكيين المسلمين.

## التاريخ
في عام 1996 تم تأسيس شركة مجموعة قصص وحكايات المسلمين الأمريكيين. في السنوات التي تلت ذلك، سافرت الشركة عبر البلاد لمشاركة تاريخ المسلمين في أمريكا مع الجمهور. وشمل ذلك التوقف في متحف دو سابل للتاريخ الأمريكي الأفريقي، وجامعة هارفارد، وجامعة هوارد، ومركز مالكوم إكس والدكتور بيتي شاباز التذكاري والتعليمي، وجامعة روتجرز، ومتحف مجتمع أناكوستيا، وجامعة ستانفورد، وجامعة فلوريدا، وجامعة إلينوي في شيكاغو، جامعة إلينوي في أوربانا شامبين، وجامعة بيتسبرغ وبرنامج القيادة الدولية للزوار التابع لوزارة الخارجية الأمريكية. كما سافر المعرض إلى الخارج وزار قطر ونيجيريا. في 30 أبريل 2011، افتتح المتحف للجمهور في مدرسة كلارا محمد السابقة في واشنطن العاصمة.

## الأهداف
تتمثل مهمة المتحف في الحفاظ على الإرث الإسلامي لأمريكا والمساهمات من خلال جمع وأرشفة وعرض القطع الأثرية والمعلومات حول التاريخ الإسلامي الغني لأمريكا، بما في ذلك التاريخ الواسع للمسلمين الأمريكيين من أصل أفريقي. وتوفير البرامج التعليمية الثقافية وخدمات المتاحف للجمهور في الولايات المتحدة وخارجها. تقديم برامج ثقافية للفنون والعلوم الإنسانية عالية الجودة تسلط الضوء على التاريخ والتنوع الإسلامي الثري لأمريكا. وتعزيز التفاهم والتقدير للتاريخ والإنسانية المشتركة خاصة مع سكان العاصمة باستخدام برامج الإثراء الثقافي وبرامج الخدمة الاجتماعية.

## المحتويات
يتم عرض الكثير من محتوى المتحف على سلسلة من اللوحات التي تغطي مجموعة متنوعة من الشخصيات بما في ذلك مصطفى الزموري وعمر بن سعيد والحاج علي ويارو ماموت ومحمد ألكسندر رسل وب. ويشير إلى الجماعات العرقية وأنماط الهجرة الفريدة في أمريكا، بما في ذلك هجرة المسلمين البوسنيين ابتداء من القرن التاسع عشر. يوجد قسم واسع عن أمة الإسلام به صحف قديمة وصور فوتوغرافية وتذكارات أخرى. يسجل المتحف أيضًا العديد من المدن ذات المراجع الإسلامية بما في ذلك ماهومت ومكة والقادر.

### ساعات العمل
المتحف مفتوح الثلاثاء - السبت من 10:00 صباحا - 5:00 مساءا، الأحد 12:00 مساءا - 5:00 مساءا ويغلق يوم الاثنين.

## روابط خارجية
- مسلمون في أمريكا